# Sant Igòni
Sant Igòni (Saint-Yvoine en francès) és un municipi francès situat al departament del Puèi Domat i a la regió d'Alvèrnia-Roine-Alps. L'any 2007 tenia 456 habitants.

## Demografia

### Població
El 2007 la població de fet de Sant Igòni era de 456 persones. Hi havia 184 famílies de les quals 54 eren unipersonals (25 homes vivint sols i 29 dones vivint soles), 49 parelles sense fills, 61 parelles amb fills i 20 famílies monoparentals amb fills.
La població ha evolucionat segons el següent gràfic:
Habitants censats

### Habitatges
El 2007 hi havia 239 habitatges, 193 eren l'habitatge principal de la família, 22 eren segones residències i 23 estaven desocupats. 230 eren cases i 6 eren apartaments. Dels 193 habitatges principals, 162 estaven ocupats pels seus propietaris, 29 estaven llogats i ocupats pels llogaters i 2 estaven cedits a títol gratuït; 1 tenia una cambra, 11 en tenien dues, 27 en tenien tres, 56 en tenien quatre i 97 en tenien cinc o més. 125 habitatges disposaven pel capbaix d'una plaça de pàrquing. A 66 habitatges hi havia un automòbil i a 107 n'hi havia dos o més.

### Piràmide de població
La piràmide de població per edats i sexe el 2009 era:
| Homes | Edats   | Dones |
| ----- | ------- | ----- |
| 0     | 95 o +  | 0     |
| 0     | 90 a 94 | 0     |
| 0     | 85 a 89 | 0     |
| 4     | 80 a 84 | 0     |
| 4     | 75 a 79 | 12    |
| 8     | 70 a 74 | 24    |
| 16    | 65 a 69 | 4     |
| 8     | 60 a 64 | 4     |
| 16    | 55 a 59 | 8     |
| 24    | 50 a 54 | 20    |
| 24    | 45 a 49 | 12    |
| 28    | 40 a 44 | 24    |
| 16    | 35 a 39 | 8     |
| 4     | 30 a 34 | 12    |
| 8     | 25 a 29 | 0     |
| 16    | 20 a 24 | 12    |
| 12    | 15 a 19 | 4     |
| 24    | 10 a 14 | 12    |
| 4     | 5 a 9   | 8     |
| 0     | 0 a 4   | 8     |

## Economia
El 2007 la població en edat de treballar era de 309 persones, 233 eren actives i 76 eren inactives. De les 233 persones actives 215 estaven ocupades (124 homes i 91 dones) i 18 estaven aturades (7 homes i 11 dones). De les 76 persones inactives 36 estaven jubilades, 23 estaven estudiant i 17 estaven classificades com a «altres inactius».

### Ingressos
El 2009 a Sant Igòni hi havia 221 unitats fiscals que integraven 527,5 persones, la mediana anual d'ingressos fiscals per persona era de 19.840 €.

### Activitats econòmiques
Dels 14 establiments que hi havia el 2007, 1 era d'una empresa extractiva, 1 d'una empresa de fabricació d'altres productes industrials, 7 d'empreses de construcció, 2 d'empreses d'hostatgeria i restauració, 1 d'una empresa financera i 2 d'empreses classificades com a «altres activitats de serveis».
Dels 10 establiments de servei als particulars que hi havia el 2009, 1 era un guixaire pintor, 1 fusteria, 3 lampisteries, 2 electricistes, 1 perruqueria, 1 restaurant i 1 saló de bellesa.
L'any 2000 a Sant Igòni hi havia 12 explotacions agrícoles que ocupaven un total de 438 hectàrees.

## Equipaments sanitaris i escolars
El 2009 hi havia una escola elemental.

## Poblacions més properes
El següent diagrama mostra les poblacions més properes.